# St. Georg (Dreiborn)

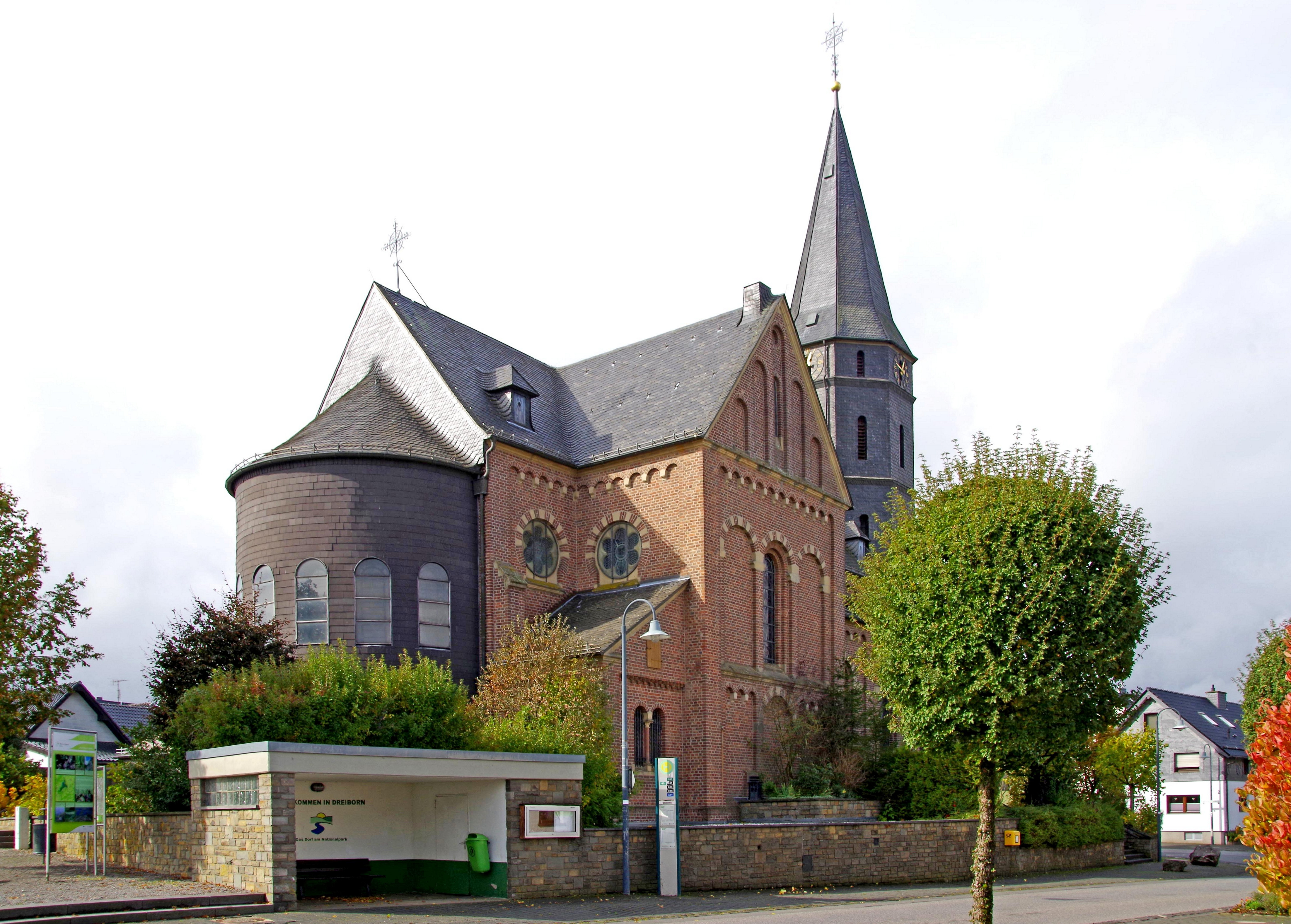
St. Georg in Dreiborn

St. Georg ist die römisch-katholische Pfarrkirche des Schleidener Stadtteils Dreiborn im Kreis Euskirchen in Nordrhein-Westfalen. Die Kirche ist dem hl. Märtyrer Georg geweiht und unter Nummer 103 in die Liste der Baudenkmäler in Schleiden eingetragen. Zur Pfarre zählen auch das Dorf Berescheid sowie der Weiler Patersweiher.

## Lage
Das Kirchengebäude befindet sich in der Ortsmitte von Dreiborn an der Kreuzung Oberstraße / Kirchstraße / Georgstraße / Wollseifener Straße.

## Allgemeines
Dreiborn war ursprünglich eine Filiale der Pfarre Olef. Im Jahr 1461 wurde eine Kapelle in Dreiborn erstmals urkundlich erwähnt. Ob es schon früher ein Gotteshaus im Ort gab, ist nicht bekannt. In der erwähnten Urkunde stattete Elsa von Brohl die Kapelle mit Stiftungen aus, die einen eigenen Geistlichen finanzierten. Im Jahr 1471 war Bartholomäus Glockener Kaplan an der Kapelle.
Im Zuge der Reformation siedelten sich in Dreiborn Wiedertäufer an, Angehörige einer radikalen reformatorischen Bewegung. Diese wurden allerdings 1555 durch den Herrn von Dreiborn, Friedrich von Eltz, ausgewiesen. Dadurch blieb der Ort katholisch. Nach 1559 bis ungefähr 1676 versahen Pater aus der Abtei Mariawald die Seelsorge in Dreiborn. Ab 1676 betreuten Franziskaner aus Schleiden die Filialgemeinde. Seit 1736 durfte in Dreiborn getauft und begraben werden, sodass die Gläubigen dafür nicht mehr nach Olef mussten. 1778 erhielt Dreiborn auch das Traurecht. Dadurch erhielt der Ort kirchlicherseits eine gewisse Eigenständigkeit, gehörte formal aber nach wie vor zur Pfarre Olef.
Im Zuge der Franzosenzeit wurde Dreiborn 1802 der Pfarre Wollseifen zugeschlagen und gehörte somit zum Bistum Lüttich, zuvor gehörte der Ort zum Erzbistum Köln. Im Jahr 1804 wurde der Ort schließlich eigenständige Pfarrei im Bistum Lüttich. Im Jahr 1818 kam die Pfarre an das Bistum Aachen. Da das Bistum 1825 aufgelöst worden war, fiel Dreiborn wieder an das Erzbistum Köln zurück, zu dem es vor der französischen Besatzung auch immer gehörte. Seit 1930 gehört die Pfarre nun zum wiedererrichteten Bistum Aachen.

## Baugeschichte

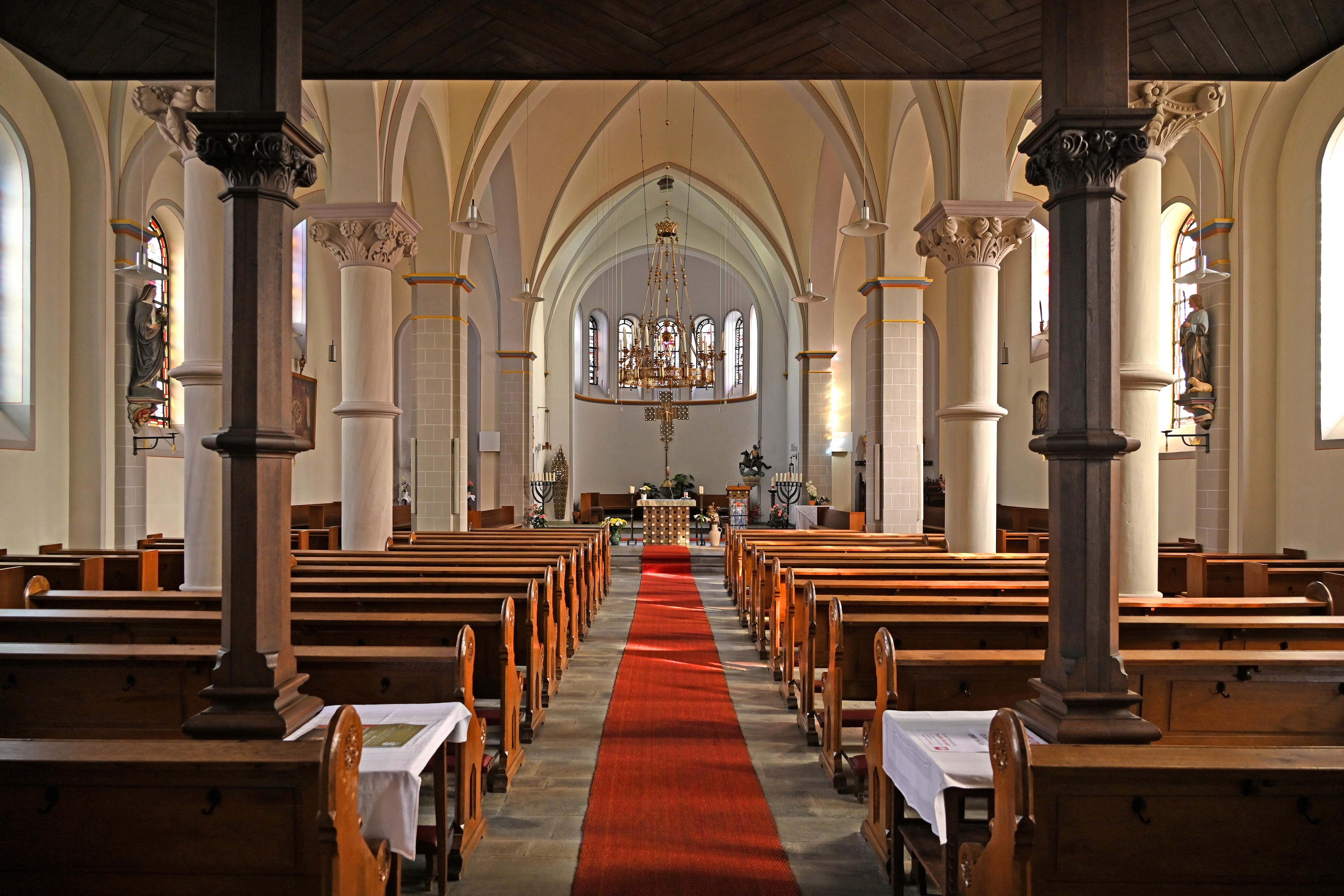
St. Georg (Dreiborn), Innenraum

Die 1461 erwähnte Kapelle war ein einfacher Saalbau aus Bruchstein und besaß einen dreigeschossigen Glockenturm. 1804 erhielt die Kapelle den Status der Pfarrkirche.
Im Jahr 1857 wurde ein Bauverein gegründet, der sich einen Kirchenneubau zum Ziel gesetzt hatte. 1892 schenkten die Geschwister Graff der Pfarre ein Grundstück zum Bau einer neuen Pfarrkirche. Daraufhin kaufte die Pfarre benachbarte Parzellen an, um ein neues Gotteshaus verwirklichen zu können. So konnte 1893 mit dem Bau der heutigen Kirche begonnen werden. Die Pläne dazu stammen vom Kölner Architekten Theodor Kremer. Bereits ein Jahr später war die neue Kirche vollendet und konnte am 3. Oktober 1894 konsekriert werden. Anschließend wurde die alte Kirche bis auf den Turm abgerissen. Dieser dient heute als Kriegerdenkmal.
1971 wurde das Bauwerk restauriert und zwischen 1973 und 1976 erfolgte eine Instandsetzung der Kirche und Umgestaltung des Altarraumes nach Plänen von Heinz Dohmen. Dabei wurden auch der Hochaltar, die Kanzel, die Kommunionbank sowie die beiden Seitenaltäre entfernt.

## Baubeschreibung

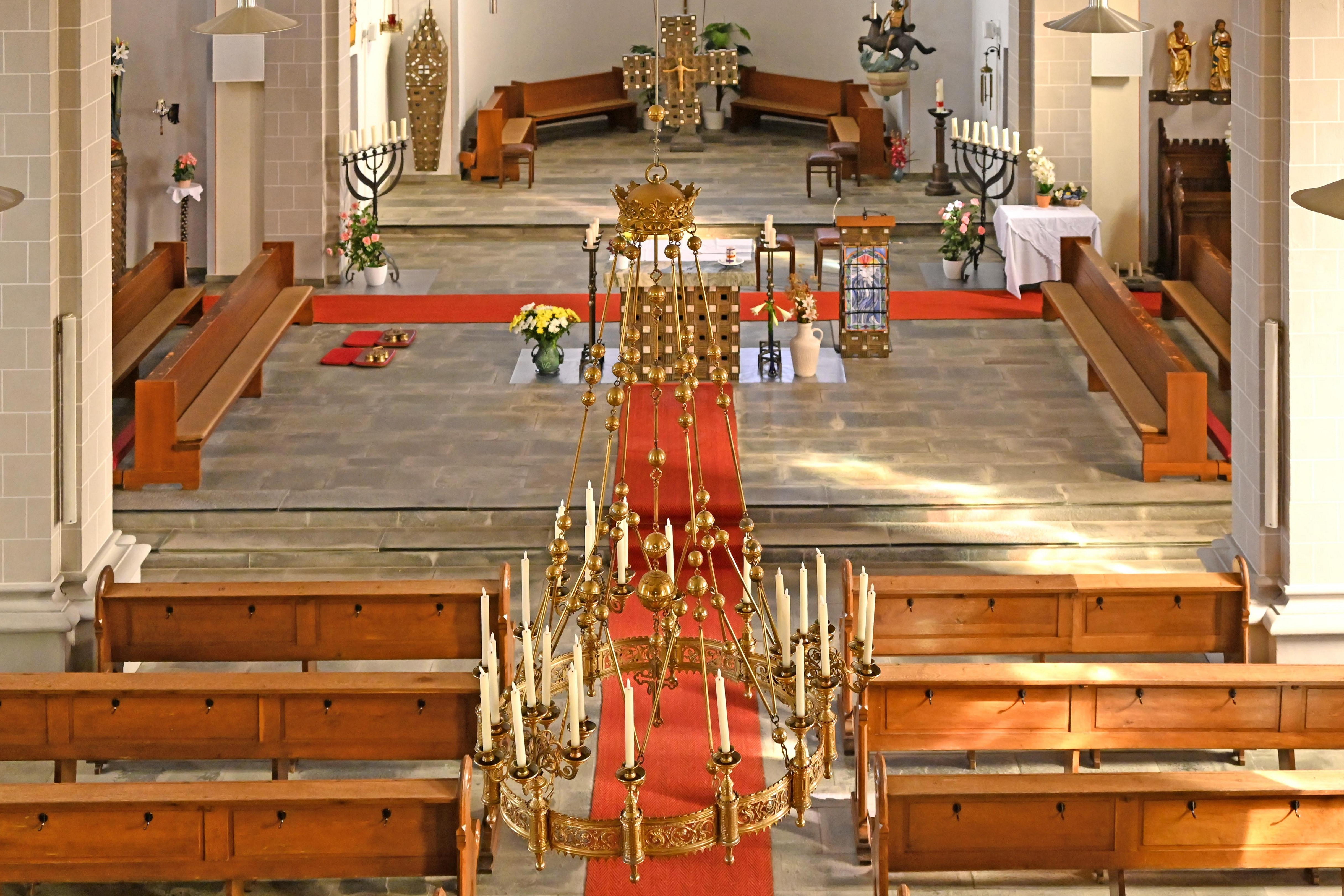
Leuchter aus Messing (1896)

St. Georg ist eine dreischiffige Stufenhallenkirche im Baustil der Neuromanik. Der Chor im Osten ist einjochig und schließt mit einer halbrunden Apsis. Daran schließt sich das Querhaus an, welches sich nur minimal vom Kirchenschiff abhebt. Westlich des Querschiffes schließt sich das dreischiffige und vierjochige Langhaus an. Das Mittelschiff ist etwas höher als die beiden Seitenschiffe, verfügt jedoch über keine Obergadenfenster. Mittelschiff und Seitenschiffe sind durch rundbogige Arkaden verbunden, die auf runden Säulen ruhen. Im Westen befindet sich der dem Mittelschiff vorgebaute Glockenturm, der links und rechts von Eingangshallen zu den Seitenschiffen begleitet wird. Die unteren beiden Geschosse des Glockenturms sind quadratisch, die oberen beiden Geschosse sind achteckig. Bekrönt wird der Turm von einer achtseitigen Turmhaube. Der Innenraum wird von Kreuzgratgewölben überspannt. Der Außenbau der Pfarrkirche ist teilweise mit Schiefer verblendet. Insgesamt werden den Gläubigen 235 Sitzplätze geboten.

## Ausstattung
Der Volksaltar, das Tabernakel, die Kerzenleuchter im Altarraum, sowie das Kreuz und der Ambo sind Werke des Kohlscheider Künstlers Peter Bücken aus dem Jahr 1974. Der Taufstein wurde 1804 geschaffen. Erwähnenswert von der Ausstattung ist auch eine Pietà aus dem 18. Jahrhundert sowie mehrere Figuren des Ortsansässigen Künstlers Hubert Mertgens aus dem 19. Jahrhundert. Sie wurden einst für einen Altar geschnitzt. Weiterhin befindet sich im Mittelschiff ein Kronleuchter aus Messing. Er wurde im Jahr 1896 geschaffen.
Die Orgel ist ein Werk der Orgelbauwerkstatt Gebrüder Müller aus Reifferscheid. Sie wurde 1895 angefertigt, besitzt eine pneumatisch-mechanische Traktur und verfügt über 17 Register.

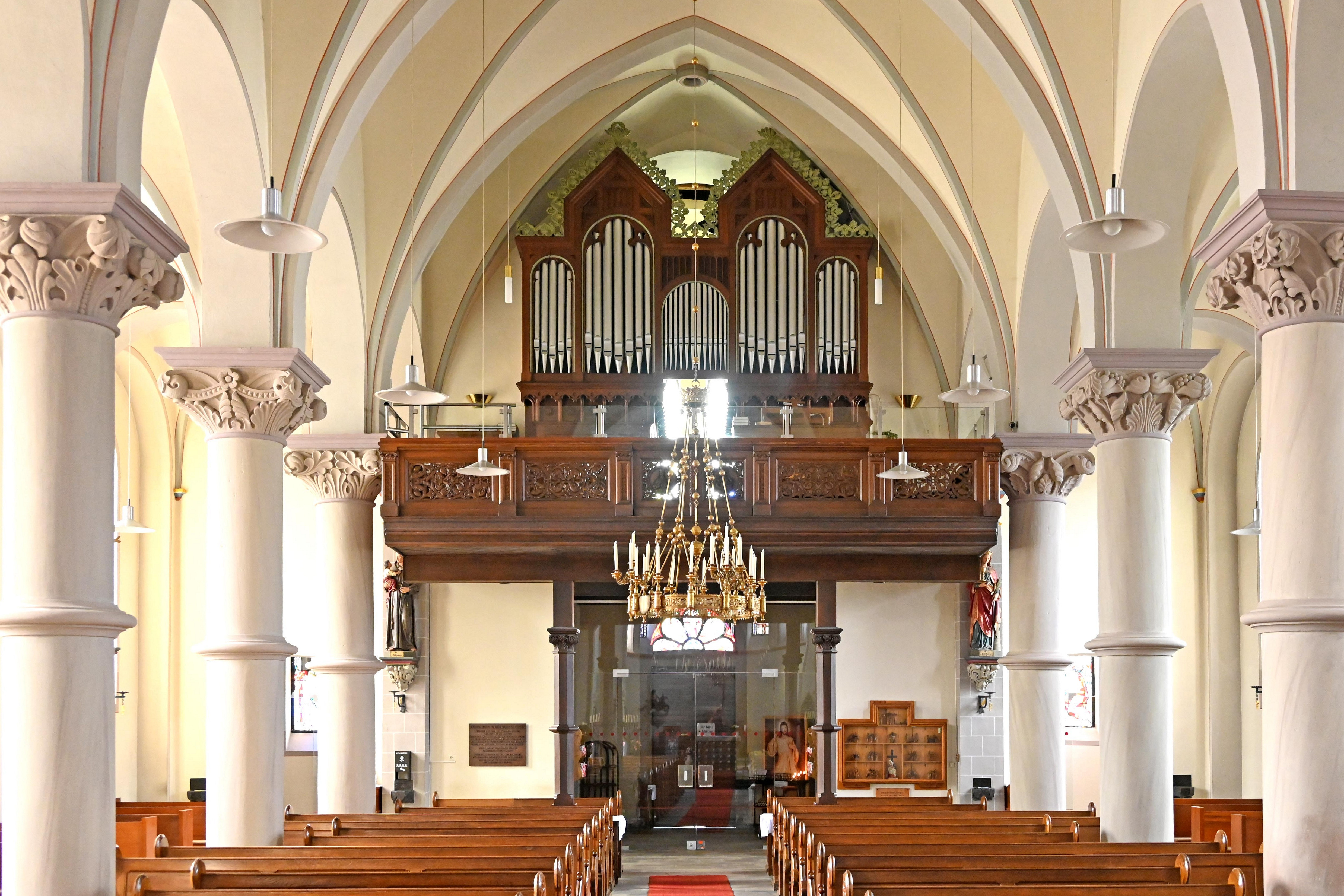
Orgel der Gebrüder Müller (1895)

Die Buntglasfenster sind Werke von R. Stumm. Die Fenster in den Seitenschiffen zeigen geometrische Formen und die Fenster im Querschiff zeigen Maria Königin und Jesus Christus als Guten Hirten. Die Fenster im Chor sind Werke von Pitt van Treeck. Sie stellen die sieben Sakramente in abstrakten Formen dar.

## Pfarrer
Folgende Pfarrer wirkten bislang an St. Georg als Seelsorger:
| von – bis | Name                |
| --------- | ------------------- |
| 1804–?    | Joseph Herten       |
| 1929–1938 | Matthias Wassenberg |
| 1938–1950 | Alex Klein          |
| 1950–1958 | Heinrich Mießen     |
| 1958–1970 | Leo Meeßen          |
| 1971–2017 | Bruno Ix            |
| 2017–2023 | Philipp Cuck        |
| Seit 2023 | Thomas Schlütter    |